# ساختمان پاسگاه سه‌گوش خطایی
ساختمان پاسگاه سه‌گوش خطایی مربوط به پهلوی اول است و در شهرستان صالح‌آباد، بخش جنت‌آباد واقع شده و این اثر در سال ۱۴۰۰ خورشیدی با شمارهٔ ثبت ۳۳۳۶۸ به‌عنوان یکی از آثار ملی ایران به ثبت رسیده است.